# Ri Chun-hee
Ri Chun-hee (angiveligt født 1943) er en nordkoreansk nyhedsoplæser.
Hun blev kaldt "folkets tv-vært" Hun blev ansat på den statslige tv-station KCTV i 1971 og begyndte at læse nyheder op samme år. Tre år senere blev hun ledende nyhedsoplæser. Hun annoncerede Kim Il-sungs død i 1994 og Kim Jong-ils død i 2011.
Hun var gået på pension i 2012, men kom tilbage på skærmen i januar 2016 for at orientere om, at landet havde prøvesprængt en brintbombe. Efter pensioneringen ville hun undervise nye tv-værter. Før hun kom til KCTV, studerede hun performancekunst på teateruniversitet i Pyongyang.